# Karakter-entiteitreferentie
Een tekenentiteitreferentie is een SGML-constructie die refereert aan een teken dat voorgedefinieerd is in de tekenverzameling bij een gegeven SGML-document.
SGML-documenten worden opgesteld met tekens uit één of meer voorgedefinieerde verzamelingen van tekens. Het kan daarbij voorkomen dat de bewerkingseenheid (computer, programma) waarmee het document opgesteld wordt, niet beschikt over een directe mogelijkheid om ieder teken in te tikken dat theoretisch in het document kan voorkomen. Bijvoorbeeld: de gemiddelde computer in Nederland beschikt niet over een toets om een ζ in te tikken.
Om het toch mogelijk te maken vanuit iedere bron ieder teken op te geven, bevat de SGML-standaard een constructie om symbolisch te verwijzen naar tekens die wel in het document toegestaan zijn, maar niet direct geproduceerd kunnen worden. Deze constructie bestaat uit een ampersand om het begin van de verwijzing (de entiteit) aan te duiden, een numerieke of symbolische verwijzing en eventueel een puntkomma om de entiteit af te sluiten:
&verwijzing;
Een numerieke verwijzing mag opgesteld worden met decimale of hexadecimale getallen. In beide gevallen begint de verwijzing met een het teken #. Ter onderscheid van decimale getallen en symbolen beginnen hexadecimale cijfers met het symbool x of X. Zo zijn de volgende entiteiten verwijzingen naar het teken å in de ISO 10646-tekenverzameling:
&#229;
&#xE5;
&#Xe5;
Een symbolische verwijzing is iedere andere symboolrij. Zo is het volgende een verwijzing naar het Griekse teken α:
&alpha;
Ook naar de ampersand zelf kan verwezen worden:
&amp;